# Дубоки до
Дубоки до је најдубља крашка јама Црне Горе дубока више од 310 метара. Налази се у Његушима, на падинама Ловћена, поред пута Цетиње—Котор.
Настала је корозивним деловаљем сочнице и прво има вертикални смер, а после дубине од 130 метара добија благ пад на уздужном профилу, те прелази у пећину. На дну вијугавог канала језеро отиче подземном реком ка Котору. 
Бојењем подземног тока у јами Дубоки до утврђена је хидролошка веза између Његуша и Шкурде у Которском заливу.